# Humedal de Ropar
El humedal de Ropar, también llamado Lago Ropar, es un humedal fluvial y lacustre creado por el hombre. El área tiene al menos 9 especies de mamíferos, 154 de aves (migratorias y locales), 35 de peces, 9 de artrópodos, 11 de rotíferos, 9 de crustáceos y 10 de protozoos, lo que la hace biológicamente diversa. Esta importante zona ecológica está ubicada en las estribaciones de Shivalik del Bajo Himalaya y fue creada en 1952 en el río Sutlej, en el estado de Punjab en la India, al construir un regulador principal para almacenar y desviar el agua para usos de riego, potable e industrial. La tortuga en peligro de extinción Chitra indica y la serpiente amenazada Python molurus ("en menor riesgo"), según la Lista Roja de la UICN, residen en el humedal. Teniendo en cuenta la rica y diversa biodiversidad del humedal, la Convención Ramsar ha incluido el Humedal Ropar (listado como Ropar) como uno de los sitios Ramsar entre los 49 sitios enumerados en la India, para "la conservación de la diversidad biológica mundial y para sustentar la vida humana a través del desarrollo ecológico y las funciones hidrológicas que realizan”.

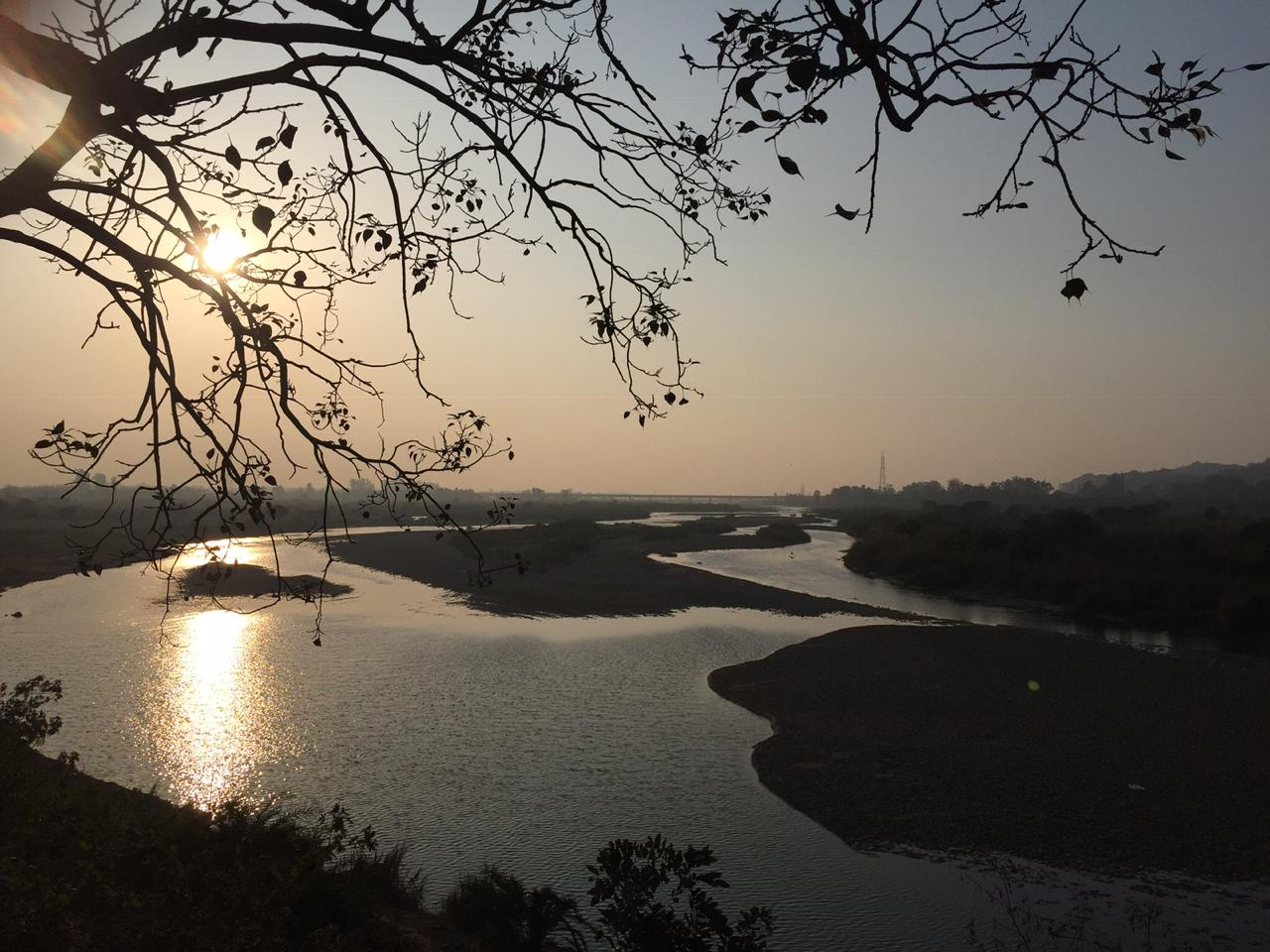
Humedal de Ropar

## Acceso
El humedal está ubicado cerca de la ciudad de Rupnagar, 45 km al noroeste de la ciudad de Chandigarh, en los distritos de Rupnagar y Shahid Bhagat Singh Nagar del Punjab. Chandigarh es el aeropuerto más cercano, que lo conecta con el resto de la India.

## Historia
Un museo arqueológico del Servicio Arqueológico de la India en Ropar tiene exhibiciones de las antigüedades desenterradas durante las excavaciones en el área junto con fotografías que muestran el material de excavación. El Museo representa una secuencia de seis períodos o fases culturales, con algunas interrupciones desde la época de Harappa hasta la actualidad, que se encuentran en el antiguo montículo de 21 m conocido como Nalagarh Tibbi, en la margen izquierda del río Sutlej, donde emerge a las llanuras de las montañas Siwalik. Un pozo profundo con una inscripción en piedra del emperador Shah Jahan (1627-1658 dC) se encuentra al pie del montículo. Las excavaciones han establecido que una civilización avanzada similar a la civilización Harappa y Mohenjodaro prosperó en la ciudad de Ropar, una parte integral del humedal.
El humedal fue una vez una atracción turística popular para la observación de aves y paseos en bote. Un complejo turístico llamado 'Pinccasia' estaba ubicado dentro del límite del humedal, que estaba a cargo de la Corporación de Desarrollo Turístico de Punjab. También funcionaba un club náutico. Ahora solo existe un edificio en ruinas de un bungalow turístico, la bahía de navegación está dañada y el jardín también está descuidado. El camino que conduce a la piscifactoría de Katli una vez mostró una sucesión ecológica típica con Marsilea creciendo en las orillas del lago junto con Equisetum sp. (Colas de caballo) creciendo a través de grandes rocas en la orilla. Typha creció más lejos del lago y cruzó el camino angosto con helechos que crecieron y finalmente se convirtieron en arbustos a principios de la década de 1990. Ahora solo se ven arbustos y árboles.

### Tratado anglo-sij
El área de humedales también tiene una historia moderna con respecto a las relaciones anglo-sij. El 26 de octubre de 1831, sentado bajo la sombra de un viejo ficus en la orilla del río Sutlej, Maharaja Ranjit Singh y Lord William Bentinck, el gobernador general británico firmó un acuerdo que define las relaciones y los territorios anglo-sij.

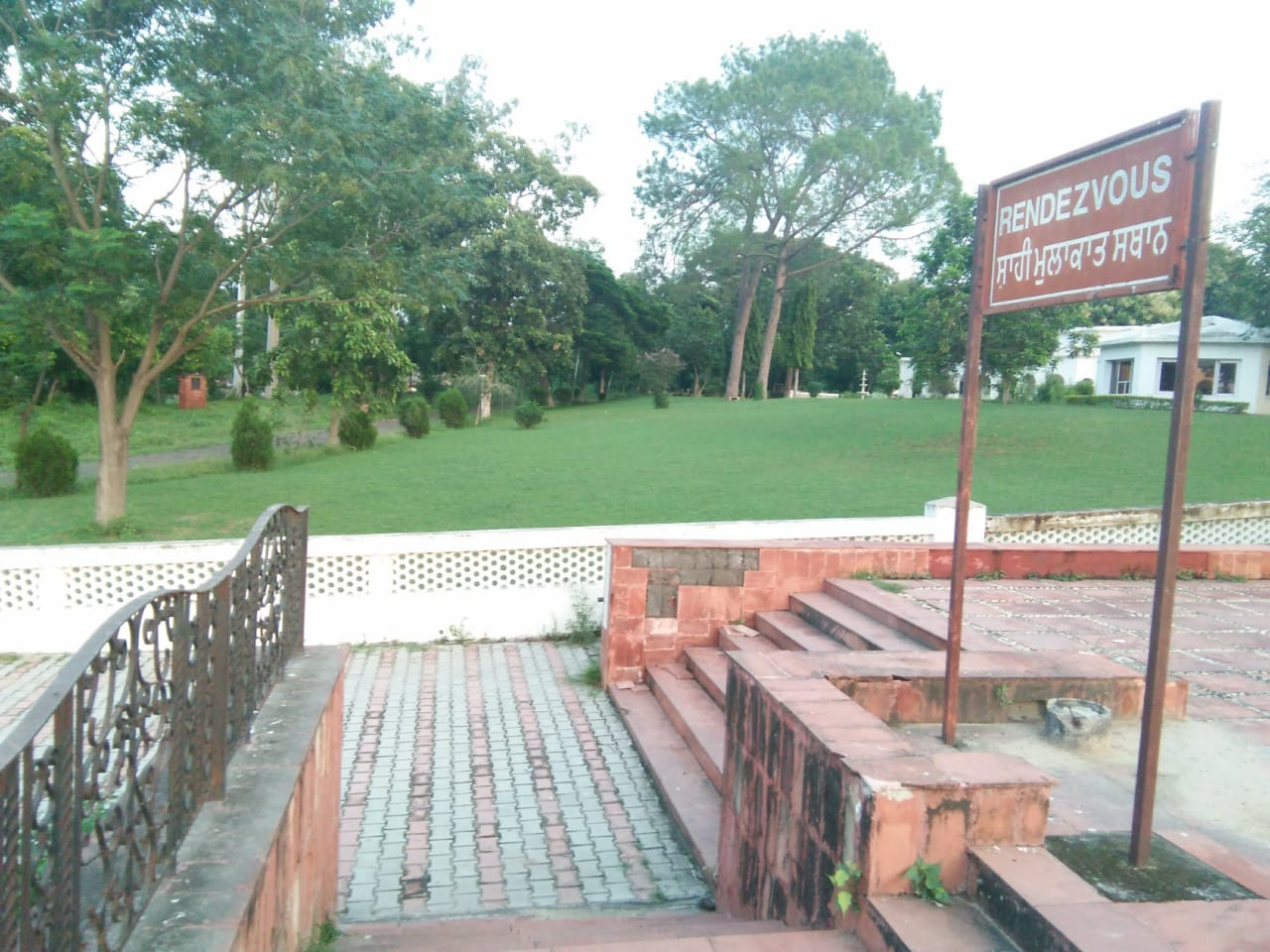
Lugar de reunión del maharajá Ranjit Singh Runagar

## Topografía
El área total cubierta por el humedal es de 1365 ha, que incluye 800 ha de área del río y el embalse, 30 ha de área forestal denominada Sadavarat Forest y 30 ha de vegetación pantanosa. El humedal está rodeado de colinas en el noroeste y de un área plana en el sur y sureste. Los cultivos agrícolas como el trigo, el arroz, la caña de azúcar, el sorgo, etc., se cultivan en el área que rodea el humedal, pero las colinas tienen una vegetación escasa y están expuestas a un pastoreo intensivo.

## Hidrología
Climáticamente, el área de drenaje del humedal se encuentra en la zona semiárida del Punjab, con una precipitación media anual de 1518 milímetros. Inicialmente, en el año 1882, se construyó una pequeña obra de captación en la margen derecha del río Sutlej, cerca de la ciudad de Ropar, para abastecer de agua al canal Sirhind. Posteriormente, en 1952, se construyó un regulador principal para desviar agua no solo al canal Bist Doab sino también al canal Sirhind y al canal principal Bhakra (aguas arriba del humedal), para riego, uso industrial y doméstico.
La calidad del agua que determina la salud del ecosistema del humedal fue monitoreada por la Junta de Control de Contaminación de Punjab (PPCB) en el año 1998-99. Se informó que la calidad del agua era de categoría 'A' cuando el río entró en Punjab y se deterioró a categoría 'D' aguas abajo del lago Ropar, principalmente debido a los efluentes industriales de varias fábricas y unidades industriales. Se han iniciado nuevos estudios sobre análisis físico-químicos de parámetros importantes, estimaciones biológicas y análisis de residuos de plaguicidas.

## Flora y fauna
El humedal es rico en flora y fauna que se clasifican a continuación.

### Flora
Se registran un total de 19 especies de árboles y 14 especies de arbustos y hierbas. De estos, las especies de árboles son Acacia catechu (catechu) Ameles modesta, Acacia nilotica (goma arábiga), Albizzia lebbek (ébano de oriente), Azadirachta indica (nimbo dela India), Bombax ceiba (ceiba común), Cassia fistula (caña fístula), Dalbergia sissoo (sisu), Eucalyptus tereticornis (eucalipto rojo), Ficus benghalensis (baniano), Ficus religiosa, Mangifera indica (mango), Melia azedarach (cinamomo), Moringa oleifera (moringa), Morus alba (morera blanca), Prosopis juliflora (mezquite), Salix (sauce), Syzygium cumini (jambul) y Zizyphus jujuba (jinjolero).

### Fauna acuática
Los humedales son una fuente importante de pesca donde se han registrado numerosas especies de peces; algunos de los comercialmente importantes son: rohu; Labeo gonius; Labeo calbasu; Labeo dero; Labeo dyocheilus; Catla catla; Cirrhinus mrigala; Puntius sarana; Cyprinus carpio communis (carpa común); Cyprinus carpio spacularis; Ceenopharyngodon idellea; Wallago attu; Aorichthys seenghala; Mastacembelus armatus (anguila zig-zag); Ambasis ranga; Channa punctata y Channa striata.

### Avifauna
Se han registrado varias especies de aves, incluidas 49 aves locales, 11 aves migratorias, 3 aves raras y 54 aves comunes. Algunas de las raras aves migratorias son: el pájaro carpintero dorado (Dinopium benghalense), el barbudo celderero (Megalaima haemacephala) y el barbudo verde (Stactolaema olivacea).

### Fauna
En el humedal se encuentran dos especies de tortugas (Geoclemys hamiltonii y Chitra indica, ambas en peligro de extinción), cinco especies de lagartos, once especies de serpientes, incluida la amenazada Python molurus o la pitón de la India.

## Cadena alimentaria
La cadena alimentaria en el humedal está básicamente bien equilibrada, ya que tiene características tanto de aguas profundas como de aguas poco profundas y se afirma que el ecosistema es casi autosuficiente y regulado.
Un estudio científico de la cadena alimentaria ha puesto de manifiesto la siguiente secuencia de hechos.
- La luz solar, el pH, las sales inorgánicas, los nutrientes y los gases disueltos son los principales componentes abióticos de los ecosistemas de humedales con la materia orgánica causada por la muerte y descomposición de animales y plantas que se acumulan en el fondo del lago.
- La descomposición en el fondo del lago se produce debido a una variedad de microbios heterótrofos como bacterias, actinomicetos y hongos; Aspergillus sp., Rhizopus sp., Curvularia sp., Paecilomyces sp., Saprolegnia sp. etc. son las principales especies que causan la descomposición
- Los productores de materia orgánica son las plantas verdes eutróficas y algunas bacterias fotosintéticas; siendo los hidrófitos enraizados sumergidos, flotantes y emergentes Typha sp., Eleocharis sp., Sagittaria sp., Nymphaea sp., Potamogeton sp., Vallisneria sp., Eichhornia sp., Lemna sp. etc. y plantas inferiores diminutas, flotantes o suspendidas, como algas filamentosas, diatomeas, clorococos y flagelados .
- Los herbívoros, como los moluscos, crustáceos, rotíferos y algunos insectos, son los principales consumidores que se alimentan directamente de las plantas.
- Restos vegetales y materia orgánica nutren detritívoros como Chironomidae sp., moluscos, ácaros, algunos crustáceos y pequeños peces
- Los macrófitos con raíces marginales son consumidos por mamíferos como búfalos, vacas, etc. que frecuentan las orillas del lago.
- Los hidrófitos también son la fuente de alimento de algunas aves.
- Carnívoros como los escarabajos depredadores y los insectos, como las libélulas, son los consumidores secundarios que se alimentan de insectos, moluscos, rotíferos y crustáceos . Los peces carnívoros también pertenecen a esta categoría.
- Los grandes peces carnívoros y las aves son los consumidores terciarios que se alimentan de pequeños peces e insectos.
- El nivel más alto de consumo es el del ser humano y las aves piscívoras, que se alimentan principalmente de peces.

## Impactos adversos en el humedal
A lo largo de los años se han reportado varios impactos adversos en la calidad del humedal. Algunos de los importantes que invitaron a tomar medidas correctivas son:
- Problemas agudos de sedimentación de las colinas áridas y frágiles adyacentes. Las colinas desnudas de la cuenca están sujetas a una erosión continua que conduce a la reducción del área del humedal.
- Interferencia injustificada con las aves residentes y migratorias.
- La pesca no autorizada y la caza furtiva de la vida silvestre que causan daños a las especies
- Aumento de los efluentes de la industrialización en el área aguas arriba del humedal, como la planta de fertilizantes en Nangal y la planta de energía térmica en Ropar.
- Efluentes de contaminantes químicos como escorrentía de residuos agroquímicos, efluentes industriales y aguas servidas de algunas localidades en la parte alta del humedal..
- Crecimiento de malas hierbas invasoras

## Medidas de restauración
El Consejo Estatal de Ciencia y Tecnología de Punjab ha desarrollado varios programas de conservación con el apoyo del Ministerio de Medio Ambiente y Bosques (MoE&F) del Gobierno de la India. Algunos de los programas implementados incluyen campañas de concientización masiva y promoción de la participación pública en la conservación de los humedales. Algunas de las medidas previstas y en diversas etapas de implementación son:
- Reforestación y conservación del suelo en las áreas de captación del humedal altamente propensas a la erosión.
- Erigir cercas de tela metálica en áreas estratégicas del humedal para evitar la explotación de los recursos vitales del humedal y prevenir la invasión del humedal.
- Estudio detallado, incluido el estudio de teledetección y la preparación de mapas completos.
- Estudios taxonómicos detallados de especies vegetales y animales.
- Introducir especies de peces que mantengan una relación frágil entre el nivel de peces y otros recursos bióticos como aves y productores primarios y establecer nuevas granjas de semillas de peces además de restaurar los estanques existentes.
- Evaluación económica

## Galería

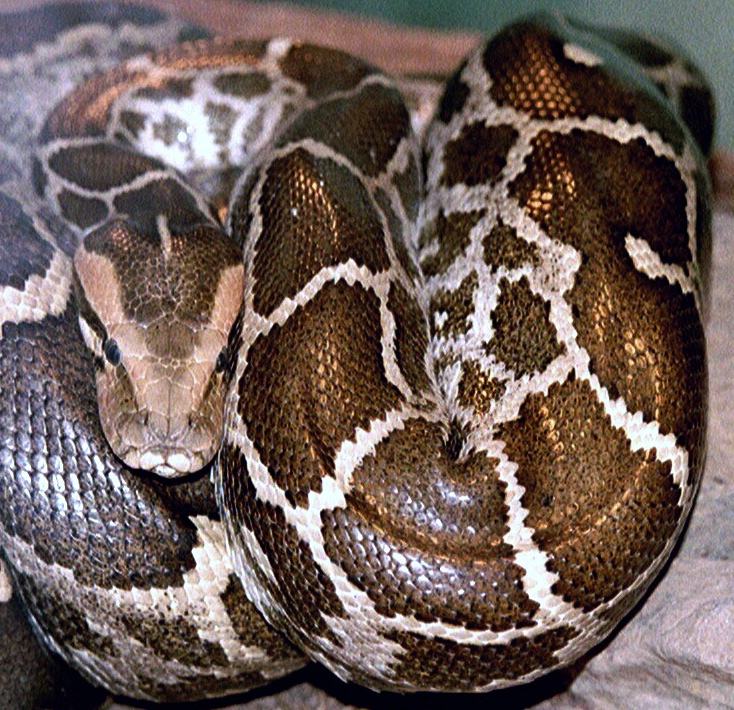
Pitón india (Python molurus, especie amenazada)
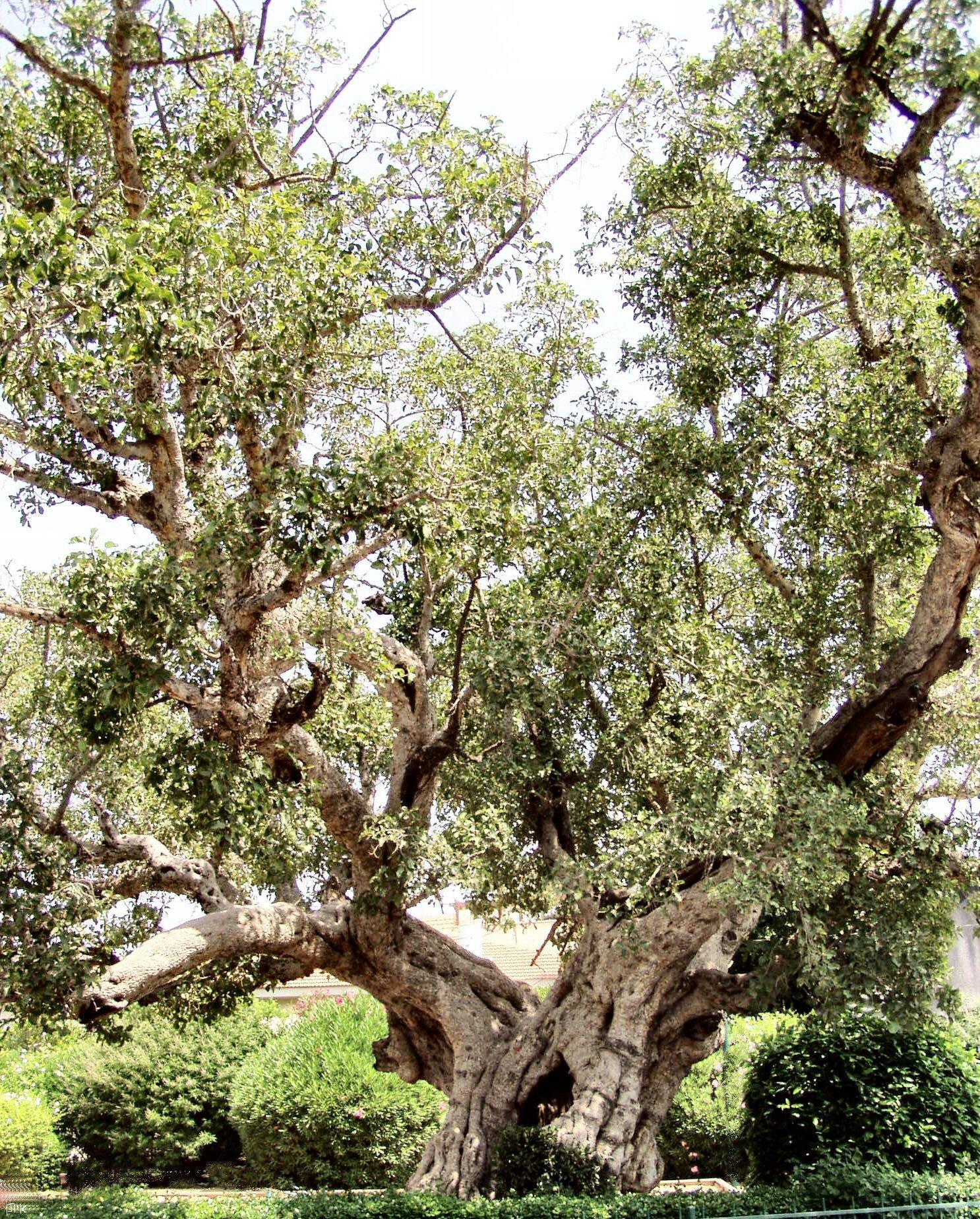
Ficus
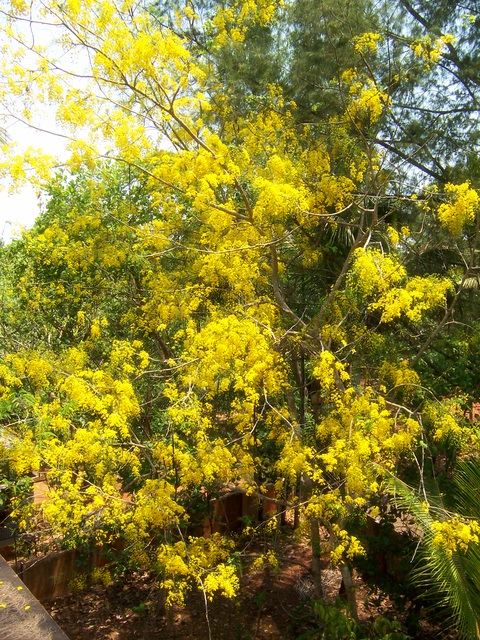
(Cassia fístula)
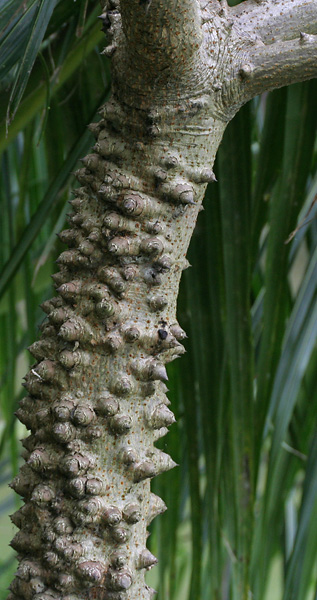
Bombax ceiba (Árbol de algodón)
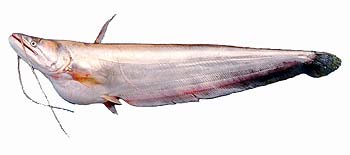
Wallago attu, una especie de siluro
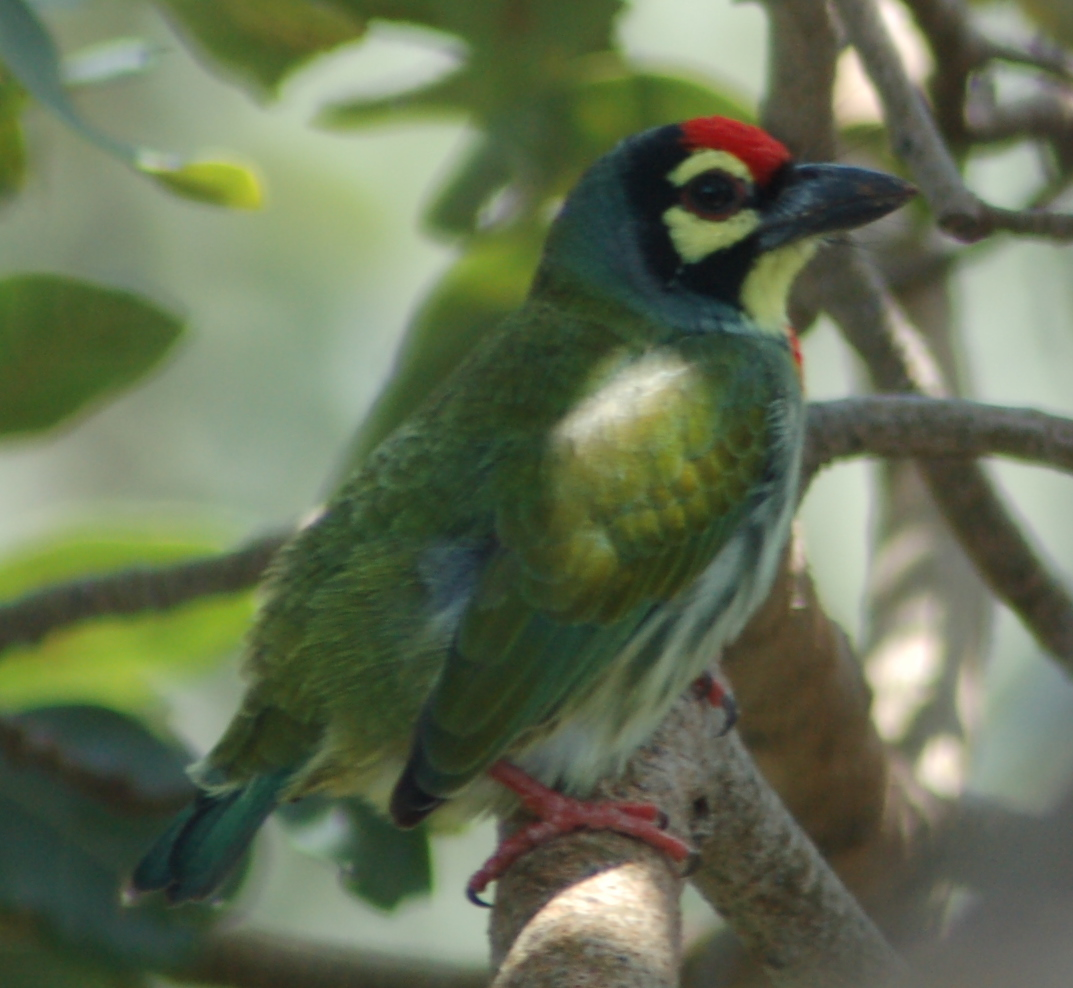
Barbudo calderero (Megalaima haemacephala)
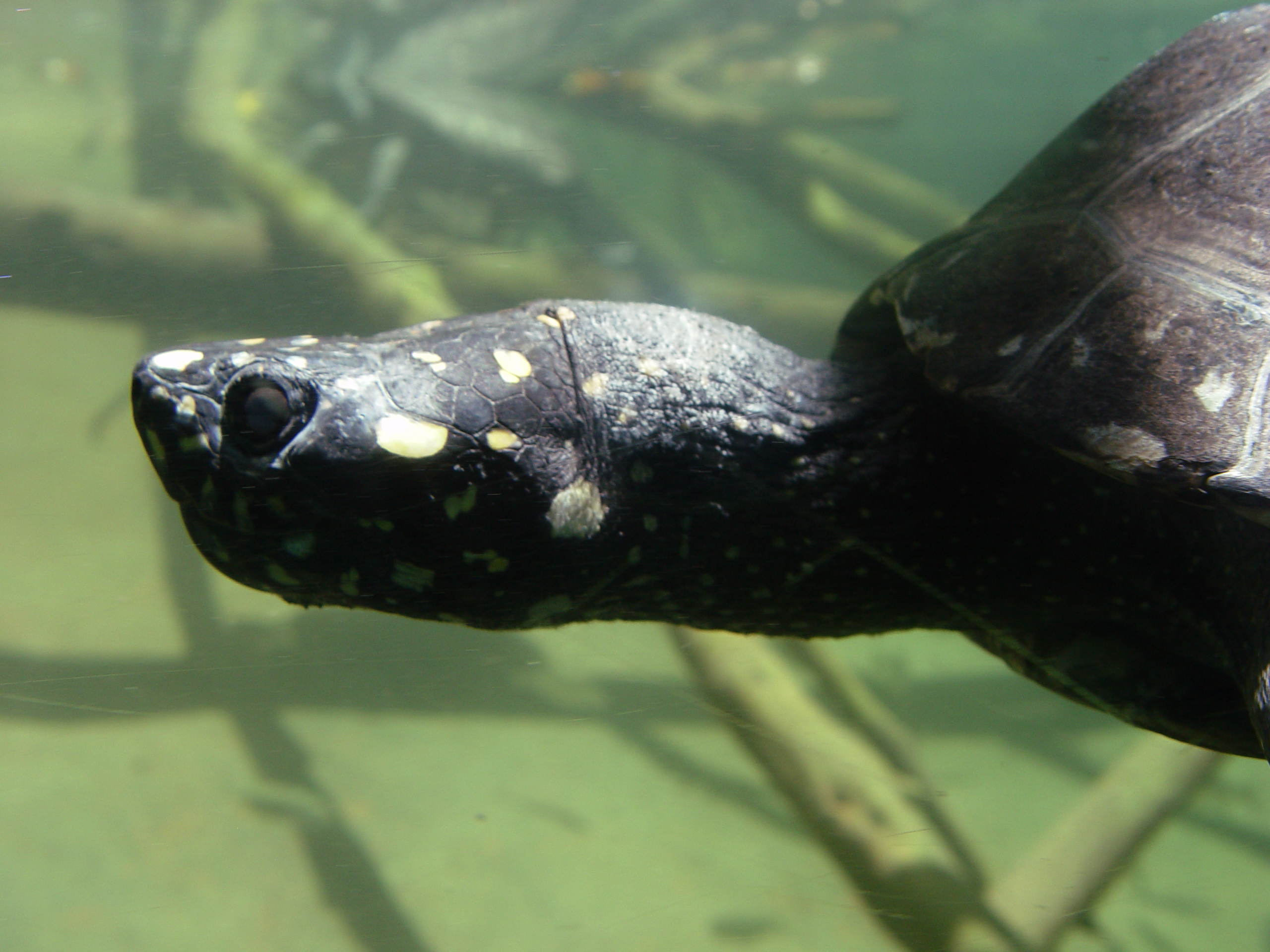
Geoclemys hamiltonii
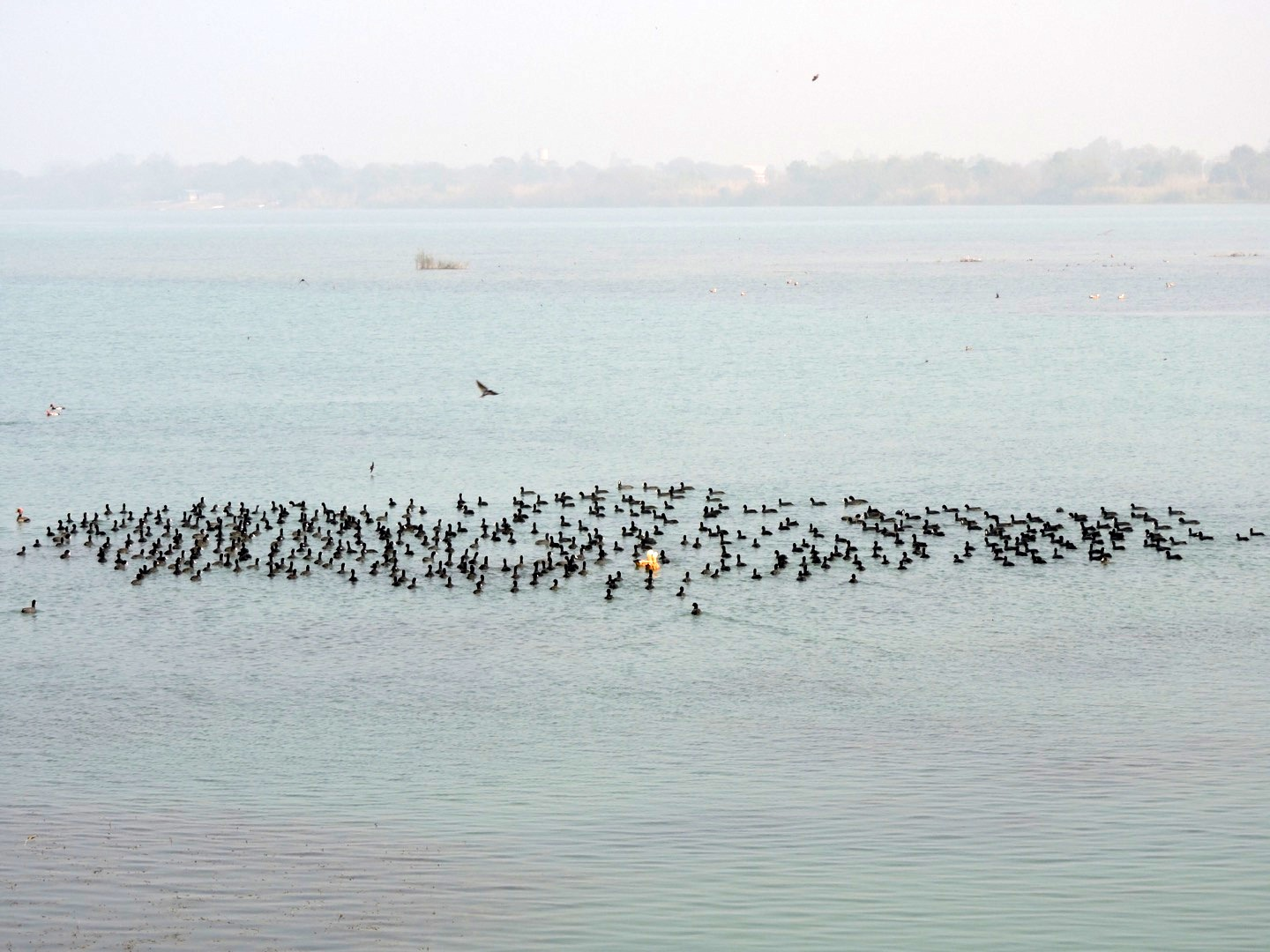
Aves migratorias en Ropar, enero 2018
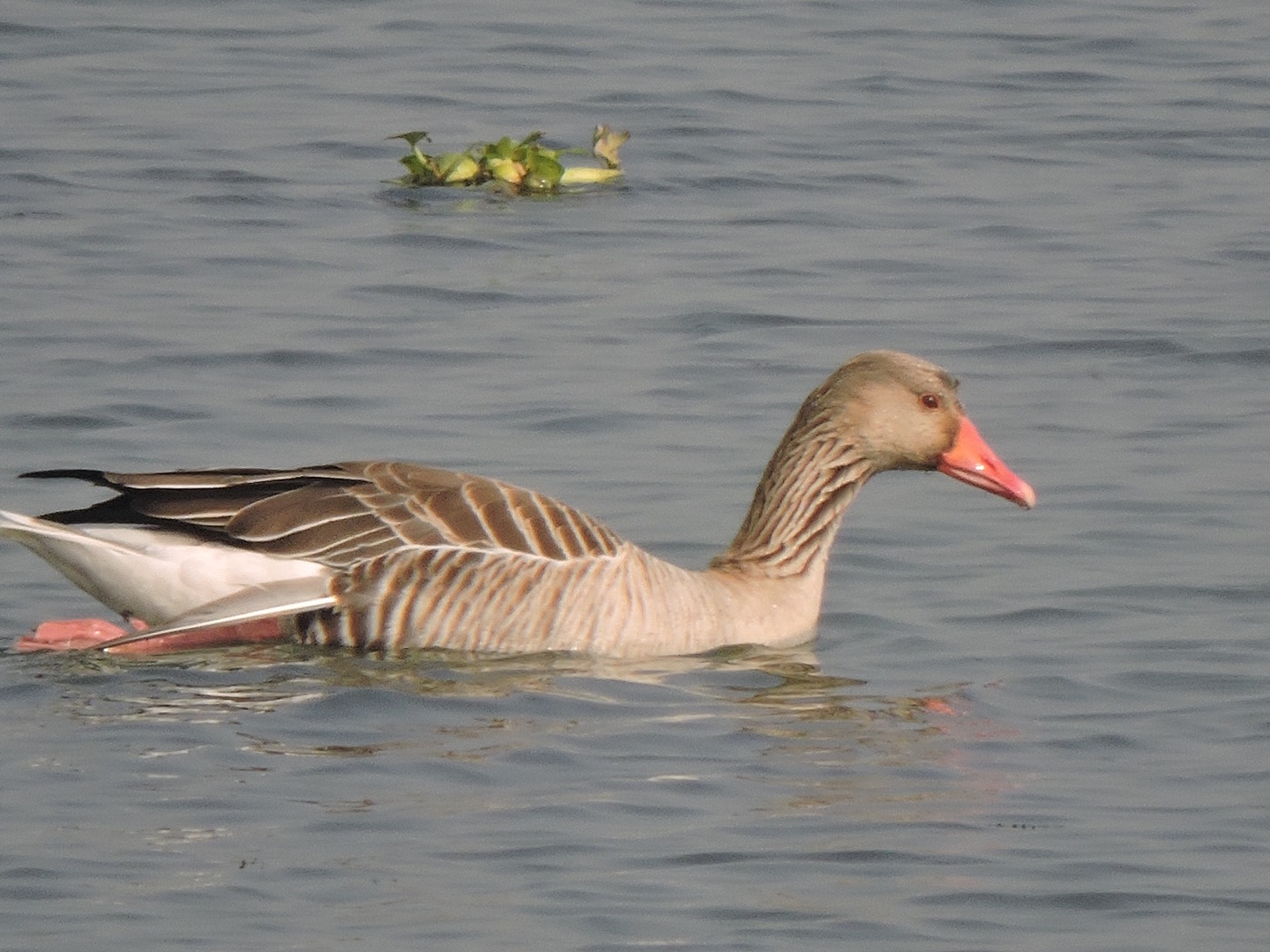
Aves migratorias en Ropar
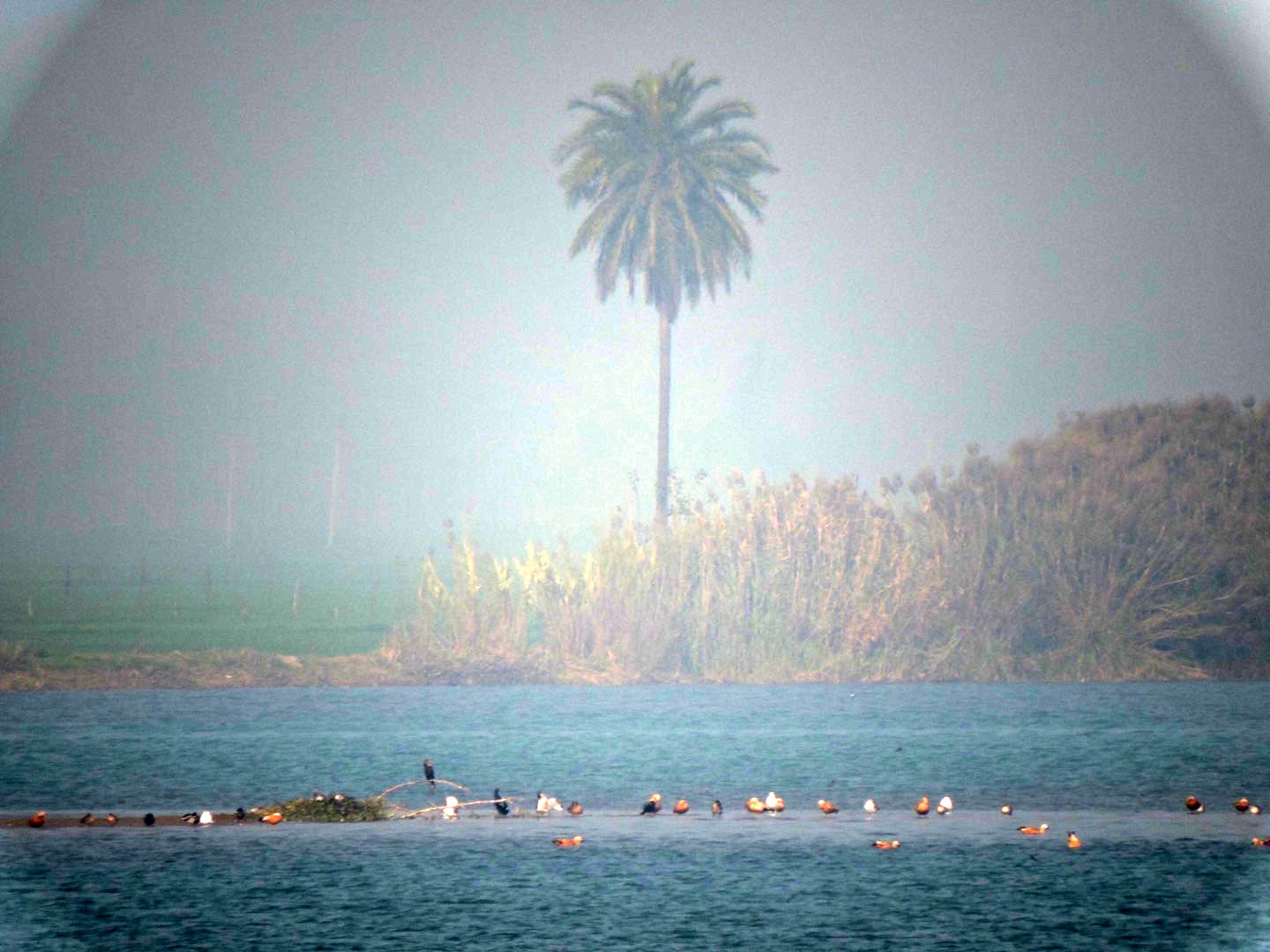
Aves migratorias en Ropar
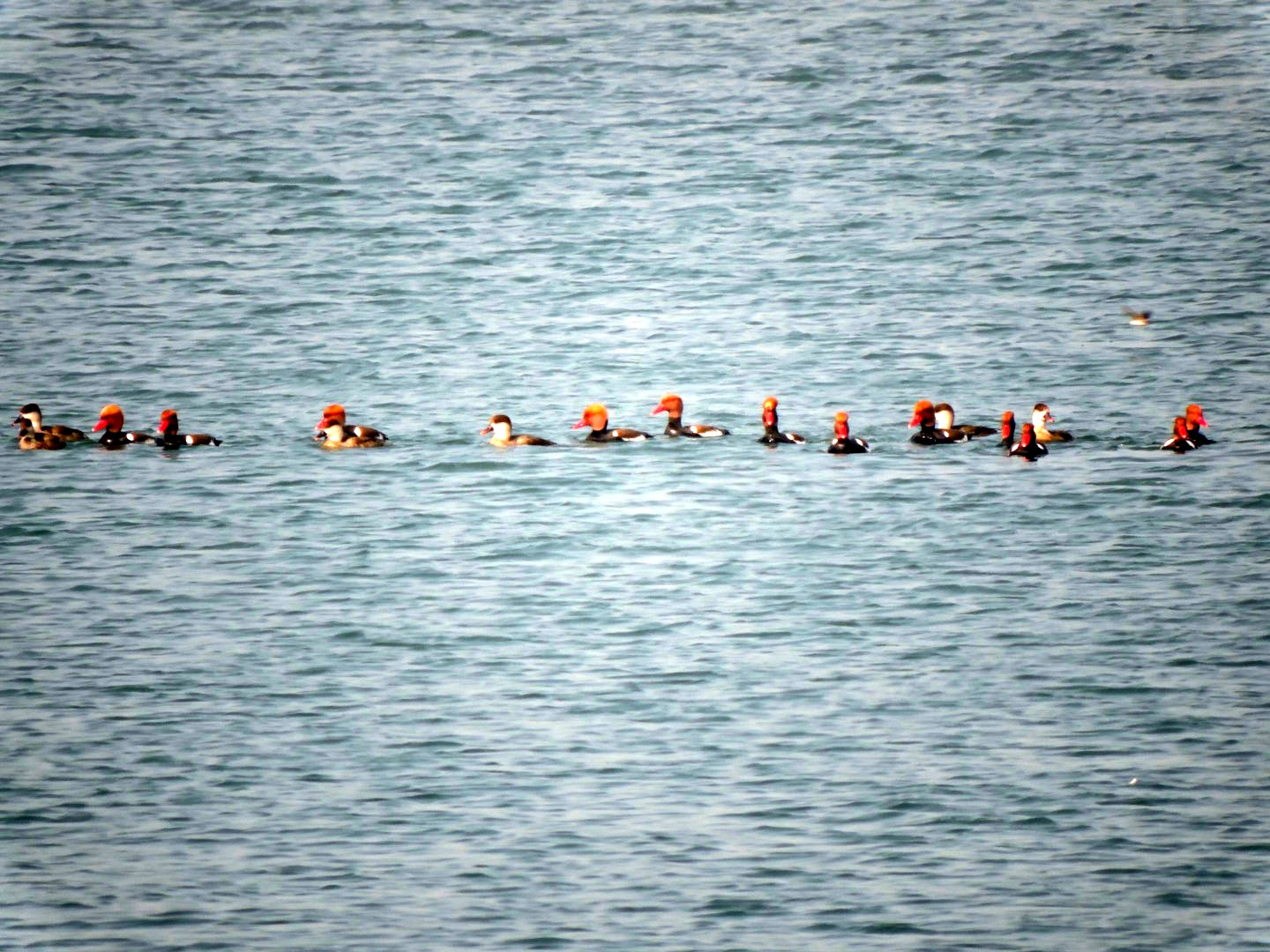
Aves migratorias en Ropar
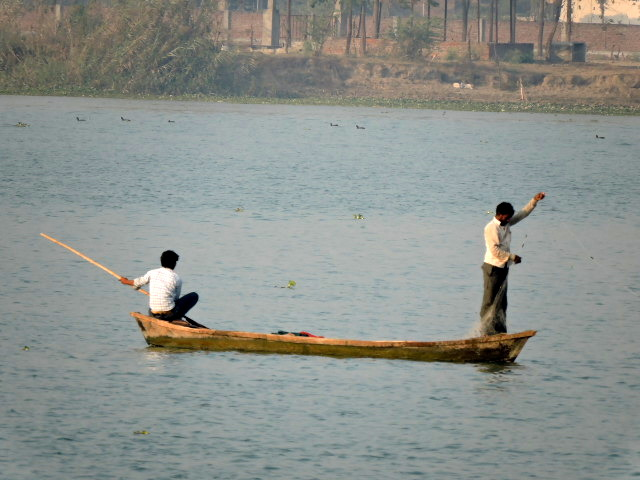
Ropar, dic 2017
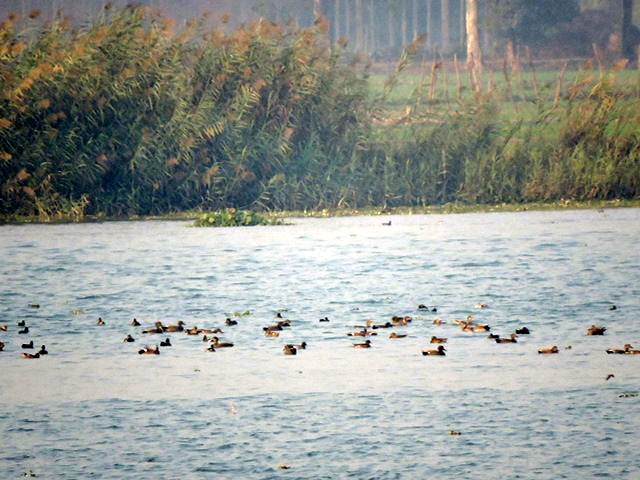
Ropar, dic 2017